# جوکر ژیو
جوکر ژیو (انگلیسی: Joker Xue؛ زادهٔ ۱۷ ژوئیهٔ ۱۹۸۳) خواننده-ترانه‌پرداز و تهیه‌کننده موسیقی اهل چین است. وی از سال ۲۰۰۵ میلادی تاکنون مشغول فعالیت بوده است.